# Thomas Fuchs (Autor)
Thomas Fuchs (* 16. März 1964 in Kassel) ist ein deutscher Autor und Journalist.

## Leben
Fuchs ist der Sohn der Kinderbuchautorin Ursula Fuchs. Er wuchs in Kassel und Darmstadt auf und studierte Geschichte und Politik an den Universitäten Frankfurt, Tübingen und München. Fuchs schreibt Hörspiele und arbeitet als Radiojournalist, erst jahrelang als freier Mitarbeiter, seit 2019 auf unbefristeter Stelle für Deutschlandfunk Kultur. Seine zahlreichen Kinder- und Jugendbücher veröffentlichte er vorrangig im Thienemann Verlag und im Arena Verlag. Inzwischen bezeichnet er sich selbst als „Hybrid-Autor“, der parallel zu seinen Veröffentlichungen in Verlagen auch Selbstpublikationen erstellt. So legt er seit 2012 insbesondere Neuausgaben vergriffener Titel, aber auch Originalausgaben von Romanen für Erwachsene in der Edition Gegenwind vor.
Thomas Fuchs lebt mit seiner Familie in Berlin.

## Auszeichnungen und Stipendien
- 1992/93: Stipendium der Hörspielautorenwerkstatt des Literarischen Colloquiums Berlin
- 2002: Autorenstipendium für Kinder- und Jugendliteratur der Stiftung Preußische Seehandlung
- 2005: Literatur-Stipendium der Stiftung Preußische Seehandlung
- 2007: „Bestes Kinder- und Jugendbuch 2007“, Auszeichnung der Leserjury der Ulmer Unke an den Jugendroman Unter Freunden
- 2008: Shortlist Goldene Leslie, Jugendroman Unter Freunden

## Werke

### Prosa
- Malcolm Das Lächeln Afrikas. Roman. Edition Gegenwind – Create Space, North Charleston 2012, ISBN 978-1-4793-9291-9.
- Eine unglaubliche Geschichte. Roman. Edition Gegenwind – Create Space, North Charleston 2013, ISBN 978-1-4820-2879-9.
- Bj. 66, männlich, restaurierungsbedürftig. Roman. Edition Gegenwind – Create Space, North Charleston 2013, ISBN 978-1-4827-7640-9.

### Kinder- und Jugendliteratur

#### Bilderbücher
- Kein Platz im Bett. Bilderbuch. Illustrationen:  Barbara Korthues. Thienemann Verlag, Stuttgart 2004, ISBN 3-522-43454-4.

#### Kinderbücher
- Julia die Schreckliche. Kinderbuch. Thienemann Verlag, Stuttgart 1994, ISBN 3-522-16867-4.
- Papas erster Zahn. Kinderbuch. Thienemann Verlag, Stuttgart 1995, ISBN 3-522-16918-2.
- Das Hip-Hop Projekt. Arena Verlag, Würzburg 2003, ISBN 3-401-02652-6.
- Gewitternacht auf Burg Flüsterstein. Thienemann Verlag, Stuttgart 2003, ISBN 3-522-17574-3.
- Flugzeuge im Kopf. Kinderroman. Thienemann Verlag, Stuttgart 2005, ISBN 3-522-17720-7.

Unter dem Titel Follow me TB- und E-Book-Neuausgabe. Edition Gegenwind – CreateSpace, North Charleston 2015, ISBN 978-1-5142-0357-6.
- Ferien in der Florastraße. Kinderbuch. Thienemann Verlag, Stuttgart 2006, ISBN 3-522-17832-7.
- Jungs & andere Katastrophen. Thienemann Verlag, Stuttgart 2007, ISBN 978-3-522-17974-4 (zusammen mit Bianka Minte-König)
- Drei Freunde und der schwarze Hund. Neuauflage. Thienemann Verlag, Stuttgart 2008, ISBN 978-3-522-18016-0

TB- und E-Book-Neuausgabe. Edition Gegenwind – Books on Demand, Norderstedt 2014, ISBN 978-3-7357-4298-8.
- Oskar und die Stadttierbande. Illustrationen: Matthias Weber. Thienemann Verlag, Stuttgart 2008, ISBN 978-3-522-17942-3.
- Antonia will keine Petze sein. Aus der Reihe: Was hättest Du getan. Arena Verlag, Würzburg 2010, ISBN 978-3-401-02792-0.
- Neles Block. Edition Gegenwind – Books on Demand, Norderstedt 2014, ISBN 978-3-7357-8572-5

##### Kinderbuchreihen
- Reihe: Die Unschlagbaren 3

1. Echter Schatz und falsche Schlange. Arena Verlag, Würzburg 2010, ISBN 978-3-401-06380-5.
2. Auf frostiger Spur im ewigen Eis. Arena Verlag, Würzburg 2010, ISBN 978-3-401-06381-2.
3. Codewort Da Vinci. Arena Verlag, Würzburg 2010, ISBN 978-3-401-06451-2.
4. Mumien im Nieselregen. Arena Verlag, Würzburg 2010, ISBN 978-3-401-06452-9.
5. Wilde Piraten essen keine Schokoriegel. Arena Verlag, Würzburg 2011, ISBN 978-3-401-06594-6.

#### Jugendbücher
- Summer Rave. Jugendroman. Verlag Omnibus, München 1999, ISBN 3-570-26006-2.
- Bleib Cool. Jugendroman. Verlag Omnibus, München 2000, ISBN 3-570-26043-7.
- Post aus der Zukunft. Abenteuerroman für Jugendliche. Thienemann Verlag, Stuttgart 2001, ISBN 3-522-17449-6 (späterer Titel: Warnung aus der Zukunft)
- Offener Himmel. Jugendroman. Thienemann Verlag, Stuttgart 2003, ISBN 3-522-17596-4.
- Akwaaba. Ein Sommer in Afrika; Jugendroman. Thienemann Verlag, Stuttgart 2006, ISBN 3-522-17755-X.
- Ausgezickt (Für Mädchen verboten). Thienemann Verlag, Stuttgart 2007, ISBN 978-3-522-17727-6.
- Mädchen & andere Katastrophen. Thienemann Verlag, Stuttgart 2007, ISBN 978-3-522-17956-0 (zusammen mit Bianka Minte-König)
- Vampirjagd auf Burg Flüsterstein. Thienemann Verlag, Stuttgart 2004, ISBN 3-522-17678-2.
- Warnung aus der Zukunft. Arena-Verlag, Würzburg 2004, ISBN 3-401-02638-0 (früherer Titel Post aus der Zukunft).
- Der Vogel Kakapo. Kinderbuch. Thienemann Verlag, Stuttgart 2008, ISBN 978-3-522-17648-4.
- Die Welt ist ein Fahrrad. Thienemann Verlag, Stuttgart 2002, Neuauflage 2008, ISBN 978-3-522-18056-6.

TB- und E-Book-Neuausgabe. Edition Gegenwind – Create Space, North Charleston 2013, ISBN 978-1-4903-8113-8.
- Mädchen & andere Katastrophen / Jungen & andere Katastrophen. Sammelband/Dreh und Wendebuch, Thienemann Verlag, Stuttgart 2009, ISBN 978-3-522-50083-8.
- Unter Freunden. Jugendroman. Thienemann Verlag, Stuttgart 2007, ISBN 978-3-522-17877-8.

TB-Ausgabe: Arena-Verlag, Würzburg 2009, ISBN 978-3-401-50087-4.
TB- und E-Book-Neuausgabe: Edition Gegenwind – CreateSpace, North Charleston 2015, ISBN 978-1-5147-4537-3.
- Weihnachten in der Florastraße Kinderbuch. Neuauflage Thienemann Verlag, Stuttgart 2008, ISBN 978-3-522-18201-0.
- Alleingelassen. Arena Verlag, Würzburg 2008, ISBN 978-3-401-02739-5.

Limitierte Sonderausgabe Stiftung Lesen / Arena Verlag, Würzburg 2010, ISBN 978-3-401-02759-3.
Gekürzte Schulausgabe: Alleingelassen – Easy Readers. Klett 2010, ISBN 978-3-12-675404-0. (Egmont Dänemark, ISBN 978-87-23-90730-1)
- Die Nullnummer Jugendbuch. Thienemann Verlag, Stuttgart 2008, ISBN 978-3-522-18098-6.

TB- und E-Book-Neuausgabe. Edition Gegenwind – Create Space, North Charleston 2013, ISBN 978-1-4802-2199-4.
- Leben 2.0. Thienemann Verlag, Stuttgart 2009, ISBN 978-3-522-20032-5.

unter dem Titel: Falsche Zeit, falscher Ort. TB- und E-Book-Neuausgabe. Edition Gegenwind – Create Space, North Charleston 2014, ISBN 978-1-5031-4116-2.
- Partytime. Jugendbuch. Thienemann Verlag, Stuttgart 2009, ISBN 978-3-522-20065-3.
- 1.FC Profikicker. Fußballroman für Jugendliche. Neuausgabe Arena Verlag, Würzburg 2009, ISBN 978-3-401-50029-4.
- Schnupperkurs im Räubercamp. Kinderbuch, Thienemann Verlag, Stuttgart 2009, ISBN 978-3-522-18169-3.
- Versprochen. Thienemann Verlag, Stuttgart 2010, ISBN 978-3-522-20117-9.
- Treffpunkt Irgendwo. Arena Verlag, Würzburg 2012, ISBN 978-3-401-06678-3.
- wild@heart. Edition Gegenwind – Create Space, North Charleston 2015, ISBN 978-1-5172-9560-8.

##### Jugendbuchreihen
- Reihe: Lukas
  - Sammelband: Lukas, die volle Packung. Thienemann Verlag, Stuttgart 2006, ISBN 3-522-17859-9 (enthält die Titel: Und Lukas mittendrin und Und Lukas goes England).

1. Und Lukas mittendrin. Jungen-Pubertäts-Roman. Thienemann Verlag, Stuttgart 2001, ISBN 3-522-17348-1; TB-Ausgabe. Carlsen Verlag, 2010, ISBN 978-3-551-35717-5.
2. Und Lukas goes England. Thienemann Verlag, Stuttgart 2002, ISBN 3-522-17481-X.
3. Und Lukas zickt rum. Thienemann Verlag, Stuttgart 2003, ISBN 3-522-17573-5.
4. Und Lukas allein zu Haus! Thienemann Verlag, Stuttgart 2004, ISBN 3-522-17649-9.
5. Und Lukas geht baden. Thienemann Verlag, Stuttgart 2006, ISBN 3-522-17810-6.

- Reihe: Die Moskitos

1. Willkommen im Team. Mädchen-Hockeysport. Thienemann Verlag, Stuttgart 2010, ISBN 978-3-522-50163-7.
2. Sommer im Hockeycamp. Mädchen-Hockeysport. Thienemann Verlag, Stuttgart 2010, ISBN 978-3-522-50164-4.
3. Schulturnier mit Hindernissen. Mädchen-Hockeysport. Thienemann Verlag, Stuttgart 2010, ISBN 978-3-522-50220-7.

#### Sachbücher
- Mittendrin. Energie, verwenden statt verschwenden; Sachbuch. Mann Verlag, Berlin 1993, ISBN 3-926740-40-X (begleitend zur ZDF-Serie mittendrin)

#### Hörbücher
- Das Hip-Hop-Projekt.  Radioropa 2007, ISBN 978-3-86667-582-7.
- Die unschlagbaren 3 – Echter Schatz und falsche Schlange. Igel Records 2011, ISBN 978-3-89353-354-1.
- Die unschlagbaren 3 – Auf frostiger Spur im ewigen Eis. Igel Records 2011, ISBN 978-3-89353-357-2.
- Die unschlagbaren 3 – Codewort Da Vinci. Igel Records 2011, ISBN 978-3-89353-372-5.